# Estación de Mortera
Mortera es un apeadero ferroviario situado en el municipio español de Santa Cruz de Bezana en la comunidad autónoma de Cantabria. Aunque su denominación hace referencia a la localidad de Mortera (municipio de Piélagos), esta estación se encuentra más próxima a la localidad de Mompía, dentro del término municipal de Santa Cruz de Bezana. Forma parte de la red de vía estrecha operada por Renfe Operadora a través de su división comercial Renfe Cercanías AM. Está integrada dentro del núcleo de Cercanías Cantabria al pertenecer a la línea C-2 (antigua F-1 de FEVE) que une Santander con Cabezón de la Sal.

## Situación ferroviaria
La estación se encuentra en el punto kilométrico 520,588 de la línea férrea de ancho métrico que une Ferrol con Bilbao, en su sección de Llanes a Santander, a 59 metros de altitud. El tramo es de vía doble y está electrificado.

## Historia
Fue abierta al tráfico el 2 de enero de 1895 con la puesta en servicio del tramo Santander-Cabezón de la Sal de una línea que pretendía alcanzar Llanes para desde ahí unirse con la red asturiana. Las obras corrieron a cargo de la Compañía del Ferrocarril Cantábrico. En 1972, el recinto pasó a depender de la empresa pública FEVE que mantuvo su gestión hasta el año 2013, momento en el cual la explotación fue atribuida a Renfe Operadora y las instalaciones a Adif.

## La estación
Posee un edificio de viajeros con dos alturas, actualmente sin uso ferroviario, y dos andenes laterales, los cuales están conectados mediante un paso inferior peatonal, y otro superior, usando el puente de la carretera CA-303. A las instalaciones puede accederse desde ambas márgenes de la línea: al norte, desde el núcleo de Mompía y el cruce de las carreteras CA-303 y S-464, y al sur, desde la Clínica Mompía.

## Servicios ferroviarios

### Cercanías
Forma parte de la línea C-2 (Santander - Cabezón de la Sal) de Cercanías Cantabria. Tiene una frecuencia de trenes cercana a un tren cada treinta o sesenta minutos en función de la franja horaria. La cadencia disminuye durante los fines de semana y festivos.